# Українська академія наук (громадська організація)
Українська академія наук (УАН) — всеукраїнська громадська організація, яка об'єднує науковців і виробників із різних галузей економіки. Заснована 1991 року у Києві як Українська академія наук національного прогресу. Українська академія наук проводить наукові дослідження в галузі нових інформаційних, ресурсо- та енергозберегальних технологій. Бере участь у розробках нових екологічно чистих технологій для реконструкції та технічного переозброєння підприємств.
Всеукраїнська громадська організація «Українська академія наук» стала засновницею низки науково-дослідних інститутів, підприємств, вищих навчальних закладів, журналів, видавництв. Координує наукові дослідження в багатьох напрямах, організовує проведення міжнародних наукових конференцій, симпозіумів, семінарів. Станом на 2001 рік у складі громадської організації "Українська академія наук" було 360 дійсних членів, 394 член-кореспондентів, 26 почесних членів. При академії діяло 12 територіальних та 11 фахових відділів.
Засновником є Олексій Федорович Оніпко.

## Історія
Громадська організація Українська академія наук національного прогресу була заснована 1991 року у Києві як організація без державного фінансування. Об'єднала науковців різних галузей, що не входили у систему Академії наук УРСР. Пріоритетом наукових досліджень академії були прикладні науково-технічні розробки в галузі мікроелектроніки, відновлюваної енергетики, матеріалознавства та інше. Академія створила кілька науково-дослідних інститутів під розробку конкретних проблем, по яким були зроблені певні напрацювання. За словами президента академії більшість наукових розробок академії були впроваджені у виробництво. Першим серйозним успіхом став продаж компанії Samsung виняткової ліцензії на власну розробку кінескопа для «біотелевізора» у 1994 році. Предмет винаходу був у тому, що напруга на кінескопі складала 1 кВ, а не 25 кВ, як у попередніх моделях. Такі кінескопи не мали електромагнітного та м'якого рентгенівського випромінювання, а також були пожежно безпечнішими через відсутність високої напруги. Вартість угоди складала 500 тис. дол., які дали старт розвитку організації та можливість побудувати першу будівлю установи.

## Наукові напрями

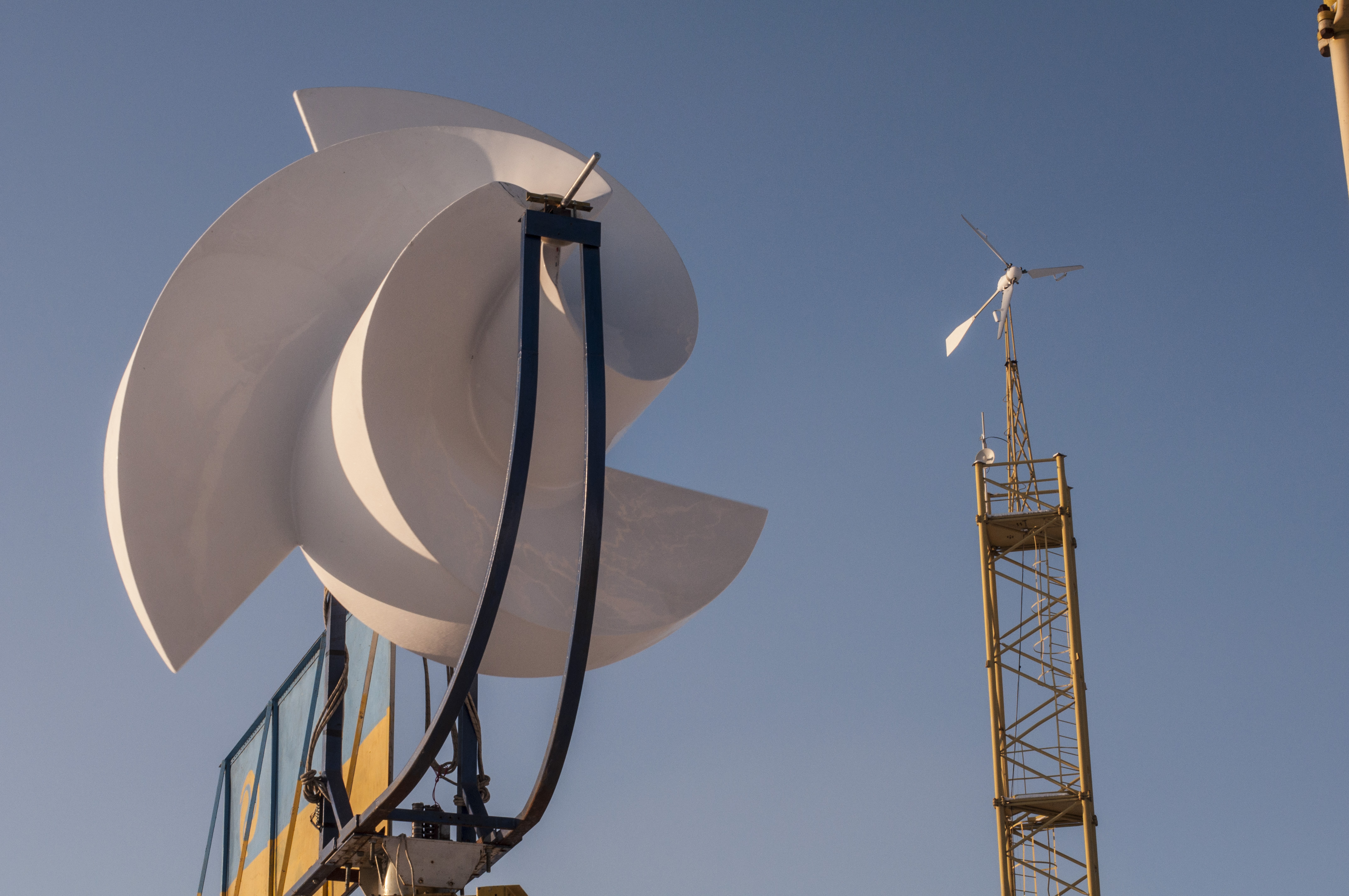
Ротор Оніпка діаметром 2,88 м

Розробка «ротор Оніпка» отримала екологічну премію Energy Globe Ukraine 2018.

## Критика
За словами академіка Національної академії наук України, президента Української астрономічної асоціації Ярослава Яцківа, громадська організація «УАН» жодних значних досягнень не має. Згідно з експериментом, проведеним журналістом Іриною Коваленко у лютому 2017 року, можна отримати посвідчення члена-кореспондента УАН, сплативши суму, еквівалентну $300.

## Структура

### Фахові відділи
- Аграрних наук
- Архітектури і будівельних наук
- Гуманітарних наук
- Економіки
- Енергетики
- Культури і мистецтва
- Медицини і біології
- Українознавства
- Фізико-технічних наук
- Фізичної культури і спорту
- Юридичних наук
- Спецтехніки і технології
- Журналістики і літератури
- Управління і державотворення
- Промисловості і виробництва

### Територіальні відділи
- Буковинське
- Галицьке
- Дніпровське
- Західне
- Київське
- Кримське
- Чорноморське
- Одеське
- Північне
- Південне
- Подільсько-поліське
- Полтавське
- Придніпровське
- Східне
- Тернопільське
- Херсонське

### Наукові заклади
У складі Академії є понад тридцять проблемних науково-дослідних інститутів. Серед них найвагоміші наукові і практичні здобутки мають інститути:
- Електроніки і зв'язку (Т. М. Наритник);
- Надміцного чавуну (Волощенко С. М.);
- Системних досліджень та інформаційних технологій (О. Г. Додонов);
- Нафти (О. В. Войтович);
- Репродуктивної медицини (Ф. В. Дахно);
- Гуманітарних досліджень (О. Ю. Храмов);
- Електронної техніки (В. С. Рокитнянський);
- Композиційних матеріалів (О. Т. Сухоставець);
- Автоматизованих систем (В. П. Ващенко);
- Автомобільного транспорту (С. М. Василенко)
- Адсорбційних матеріалів (Л. І. Бондаренко);
- Енергоресурсів (Ю. М. Гулямов);
- Системного аналізу і комп'ютерно-технологічних систем (В. Я. Сандул);
- Проблем світової цивілізації (М. Г. Павлова);
- Електроенергетики (А. М. Кравченко);
- Переробки і збереження сільськогосподарської продукції (І. І. Тимощук);
- Фізико — хімічний інститут надчистих матеріалів (Л. Ф. Козин);
- Захисту прав людини, парламентаризму і порівняльного правознавства (М. І. Малишко);
- Фундаментальних проблем високих технологій (В. В. Наумов);
- Гідротелекомунікацій (П. А. Котляревський);
- Агентство з розвитку аграрної економіки та політики (В. Е. Андрієвський);
- Екологічної токсикології і біохімії (З. Д. Воробець);
- Водневої та сонячної енергетики (Д. В. Щур);
- Черкаський науковий центр (М. І. Бушин);
- Сонячної енергетики (Б. П. Коробко);
- Нетрадиційних теплових процесів і технологій (Г. О. Фролов);
- Підприємство «Укррембуд» (Ю. А. Цемах);
- Олімпійського спорту (Н. М. Буланова);
- Івано — Франківський інститут права, економіки та будівництва (І. Луцький);
- Інноваційного будівництва (Алла Дмитрівна Єсипенко; Київ, вул. Семашка, 13, 424-65-99);
- Інститут екологічних промислових технологій (В'ячеслав Петрович Риженко; Київ, вул. Семашка, 13, 424-65-99) .

### Навчальні заклади
У складі Академії є такі вищі навчальні заклади:
- Ізмаїльський інститут водного транспорту
- Кременчуцький інститут економіки та нових технологій
- Інститут регіональної економіки в Чернігові
- Івано-франківський університет права імені короля Данила Галицького

#### Колективні члени
У складі Академії працюють такі колективні члени:
- ТОВ ОП «Щит і меч» (С. М. Гулей)
- ТОВ «Альтика Спектр» (І. П. Канигін)
- НВО «ПланЕКО»

## Головні завдання і досягнення

### Завдання
- в інтересах розвитку України об'єднувати вчених і спеціалістів наукових організацій, вищих навчальних закладів, підприємств усіх форм власності, громадських організацій, які є членами УАН;
- сприяти утвердженню гуманістичних принципів, розвивати міжнародне та наукове співробітництво і зміцнювати мир між народами;
- сприяти у підготовці науково-технічних кадрів, залучати обдаровану молодь, виявляти і підтримувати талановитих науковців.
- сприяти розвитку та інтеграції науки, освіти й виробництва в Україні;
- подавати допомогу підприємствам у створенні та впровадженні новітніх екологічно чистих технологій та в проведенні науково-технічних розробок;
- сприяти створенню конкурентоспроможної національної виробничої інфраструктури на новій технічній і технологічній базі;
- запобігати відтоку інтелектуального потенціалу за межі України;
- представляти інтереси й захищати права членів УАН і працівників її установ;
- засновувати підприємства, науково-виробничі центри, навчальні заклади тощо;
- забезпечувати діяльність своїх підприємств і організацій у пріоритетних напрямках для створення наукових технологій, що визначають сучасний технічний рівень виробництва, високу якість і конкурентоспроможність продукції, товарів, послуг;
- використовувати нові форми організації праці, виробничих колективів та організаційних структур, що забезпечують концентрацію інтелектуального і науково-технічного потенціалу для виявлення і втілення в життя нових технологічних ідей, примноження духовних цінностей і національного багатства України;
- виробляти своє бачення проблем реалізації державної наукової та науково-технічної політики і пропонувати його на розгляд до органів державної влади;
- проводити громадський аналіз стану розвитку і впровадження науково-дослідних робіт, спрямованих на розв'язання народногосподарських завдань у виробничих галузях, розробляти рекомендації щодо їх використання;
- вивчати стан винахідницької діяльності в промислових галузях, створювати відповідні інформаційні банки та сприяти їх широкому впровадженню в народне господарство;
- брати участь у створенні разом з іншими науково-дослідними, проектними інститутами та вищими навчальними закладами України системи підвищення професійного рівня інженерно-технічних кадрів і мережі спеціальних закладів освіти для того, щоб провадити перепідготовку науковців та інженерів згідно з новими напрямками науки і техніки, а також організовувати відповідні стажування за кордоном;
- утворювати спеціальні фонди для фінансової та матеріальної підтримки членів академії, в тому числі для тимчасово безробітних вчених, інженерів, спеціалістів, вживати заходів для захисту їхніх законних інтересів;
- подавати безприбуткову науково-технічну допомогу галузям народного господарства України, окремим організаціям у розробці та реалізації програм науково-технічного розвитку;
- впроваджувати засоби інформатизації та автоматизації;
- вирішувати питання розвитку міжнародних науково-технічних зв'язків з різними закордонними організаціями, проводити обмін науково-технічною інформацією, інформаційними банками відкриттів і винаходів, у вигляді безприбуткової допомоги забезпечувати рекламу вітчизняних розробок і технологій на світовому ринку з питань, що стосуються статутної діяльності;
- проводити громадські обговорення наукових робіт та проектів УАН, висувати їх на здобуття державних та інших премій, запроваджувати інші засоби заохочення;
- встановлювати і присуджувати почесні звання, медалі, а також премії УАН за видатні наукові праці;
- співпрацювати з міжнародними та закордонними академіями, Національною академією наук України, галузевими академіями наук, а також із державними органами та об'єднаннями громадян;
- здійснювати виробничу діяльність, пропагувати досягнення науки та поширювати наукове знання;
- організовувати загальноукраїнські, регіональні, галузеві, міжнародні конгреси, конференції, симпозіуми та семінари з науково-технічних та інших проблем статутної діяльності УАН;
- організовувати безприбуткове видання та розповсюдження науково-технічної літератури, журналів, наукових праць;
- створювати власні засоби інформації

### Досягнення
- розробки в галузі екологічної безпеки в автомобілебудуванні,
- розробка маскувальних покриттів для захисту військової техніки від виявлення радіолокаційними засобами та приладами нічного бачення,
- розробка захисних антикорозійних покриттів для морських суден,
- розробка спеціального високоміцного чавуну для виробництва гальмових колодок, редукторів і деталей машин, що працюють під навантаженням;
- розробка біологічно безпечних моніторів для телевізорів та комп'ютерів;
- розробка спеціальних матеріалів, стійких до високих температур;
- розробка тренажерів для підготовки льотчиків і космонавтів;
- розробка нових лікувальних препаратів і методик лікування в галузі репродукції людини;
- розробка систем очищення промислових стоків і питної води;
- розробка нетрадиційних джерел енергетики;
- розробка методів поновлення родючості чорноземів України;
- розробка та впровадження експертних систем у галузі комп'ютерних технологій;
- розробка радіоелектронних систем, інтерактивних мультимедійних систем;
- дослідження у сфері історії української науки і держави;
- підземна томографія пошуку природних родовищ

## Видавництва
Протягом 1991—2002 років колективи проблемних НДІ й окремі члени академії підготували і видали понад 1000 монографій[джерело?], зокрема:
- Український тлумачний словник будівельних термінів
- «Історія світової цивілізації»,
- Підручники для вузів тощо.

У складі Академії є кілька видавництв наукової, навчальної та методичної літератури[джерело?]. Видаються фахові журнали, серед них:
- «Наука в олімпійському спорті»
- «Новини енергетики»
- «Вісник проблем біології і медицини»
- «Теорія і практика будівництва»
- «Регіональні перспективи»
- «Винахідник і раціоналізатор»
- «Фондовий ринок»
- «Агросвіт»
- «Вісник УАН»
- «Гілея»

## Нагороди
- Найвища нагорода УАН — Орден «За творчі здобутки» (дорогоцінний сплав з позолотою, 496 штучних діамантів, гаряча емаль)
- Міжнародна Золота медаль Платона «За видатні досягнення в прогресі суспільства» (сплав срібла з позолотою)
- Міжнародна Срібна медаль Платона «За видатні досягнення в прогресі суспільства» (срібло і спецсплав)
- Медаль «За творчі здобутки» (спецсплав з позолотою, гаряча емаль)
- Лауреат премії УАН (спецсплав, позолота)
- Подяка (кольоровий друк, спеціальна папка)
- Почесна грамота (кольоровий друк, спеціальна папка)

## Керівництво
Відомості про склад керівництва Української академії наук, обраного на загальних зборах УАН 5 травня 2003 року[джерело?].
- Президент академії — Олексій Федорович Оніпко, д. т. н., лауреат Державної премії України в галузі науки і техніки.

- Віце-президент — Олександр Георгійович Додонов, д. т. н.

- Віце-президент — Михайло Дмитрович Курський, д. б. н.

- Віце-президент — Олександр Михайлович Лівінський, д. т. н.

- Віце-президент — Микола Іванович Залудяк, к. е. н.

- Головний вчений секретар — Валерій Якович Сандул, к. т. н.

- Голова контрольно-ревізійної комісії — Михайло Пархомович Кулаков, к. е. н.

- Член контрольно-ревізійної комісії — Олександр Григорович Толстолуцький, к. ф. м. н.

- Член контрольно-ревізійної комісії — Микола Олексійович Дудченко, к. м. н.